# Tomteråsen
Tomteråsen is een plaats in de Noorse gemeente Nes, fylke Akershus. Tomteråsen telt 676 inwoners (2007) en heeft een oppervlakte van 0,56 km².